# Nguyet Anh Vu Thi
Nguyet Anh Vu Thi est une karatéka vietnamienne née le 7 octobre 1984 et qui vivait à Hải Phòng fin 2006. Elle est connue pour avoir remporté la médaille d'or en kumite individuel féminin moins 48 kilos aux XVe Jeux asiatiques puis la médaille d'argent dans la même épreuve aux championnats d'Asie de karaté 2007 l'année suivante.

## Résultats
| Résultat          | Date             | Épreuve                   | Catégorie | Compétition              | Ville hôte                              |
| ----------------- | ---------------- | ------------------------- | --------- | ------------------------ | --------------------------------------- |
| Médaille d'argent | Mai 2005         | Kumite individuel - 48 kg | Seniors   | Championnats d'Asie 2005 | Macao, en République populaire de Chine |
| Médaille d'or     | 12 décembre 2006 | Kumite individuel - 48 kg | Seniors   | Jeux asiatiques 2006     | Doha, au Qatar                          |
| Médaille d'argent | 24 août 2007     | Kumite individuel - 48 kg | Seniors   | Championnats d'Asie 2007 | Nilai, en Malaisie                      |